# کوریگرام صدار
کوریگرام صدار (به لاتین: Kurigram Sadar) یک منطقهٔ مسکونی در بنگلادش است که در ناحیه کوریگرام واقع شده‌است. کوریگرام صدار ۲۷۶٫۴۵ کیلومتر مربع مساحت و ۳۱۲٬۴۰۸ نفر جمعیت دارد.